# Izumi Matsumoto
Kazuya Terashima  (寺嶋 一弥?, Terashima Kazuya), noto anche con lo pseudonimo di Izumi Matsumoto (まつもと 泉?, Matsumoto Izumi) (Takaoka, 13 ottobre 1958 – 6 ottobre 2020), è stato un fumettista giapponese, conosciuto soprattutto per la sua principale opera, ovvero Orange Road.
Iniziò la sua carriera nel 1982 con la pubblicazione del manga Milk Report sulla rivista Fresh Jump. Tra altre opere dell'autore vanno citati titoli come Sesame Street e Black Moon.

## Opere
- Kikari Kinsei Patrol (storia breve - 1982)
- LIVE! Tottemo Rock'n'roll (storia breve - 1982)
- Panic on Orange Avenue (storia breve - 1982)
- Milk Report (manga - 1982)
- Agechau my Heart (storia breve - 1983)
- Short Short x3 (3 storie brevi - 1983)
- Spring Wonder (tentativo di serializzazione - 1984)
- Orange Road (manga - 1984-87)
- Heart of Saturday Night (storia breve - 1988)
- Apples (storia breve - 1988)
- Sesame Street (manga - 1988-92)
- Matsumoto Izumi Tanpenshuu Graffiti (raccolta di storie brevi - 1989)
- Black Moon (manga - 1993)
- Shin KOR (illustrazioni per il romanzo scritto da Kenji Terada - 1994)
- Shin KOR II (illustrazioni per il romanzo scritto da Kenji Terada - 1995)
- Shin KOR III (illustrazioni per il romanzo scritto da Kenji Terada - 1997)
- Kappa to the Teacher (manga - 1996)
- Episodio 157 di KOR : Panic in Sentou - Panico ai bagni pubblici (storia breve - 1996)
- Angel Graffiti (personaggi del videogioco e dell'Art book - 1996)
- CD rom "Comic ON" (dal N°1 al 5) e CD rom "Digital Characters" (pubblicati da Genesis Digital Publishing Company - 1996-97)
- EE (Eternal Eyes - antico nome: Magical Power Mako - manga a colori - 1998)
- Episodio 158 de KOR : Honde Motte Toumei Kasuga - Kyosuke diventa invisibile (storia breve - 1999)
- Bakumatsu Rashamen-musume Jyoushi (storia breve a colori - 1999)
- Toki no Densetsu (La leggenda del tempo - storia breve - 2000)
- Graphic anthology (artbook + CD rom - 2001)
- Digital Short Contents (artbook - 2001)
- Shin KOR 2002 (nuova copertina per la riedizione del romanzo - 2001)
- Shin KOR II 2002 (nuova copertina per la riedizione del romanzo - 2002)
- Recurrence (Izumi Matsumoto Fan-Book volume 1 - agosto 2004)
- Orange Blossom (Izumi Matsumoto Fan-Book volume 2 - dicembre 2004)
- Sugar Babe (Izumi Matsumoto Fan-Book volume 1 - marzo 2005)
- Dishabille (Izumi Matsumoto Fan-Book volume 3 - agosto 2005)